# Muerte por PowerPoint

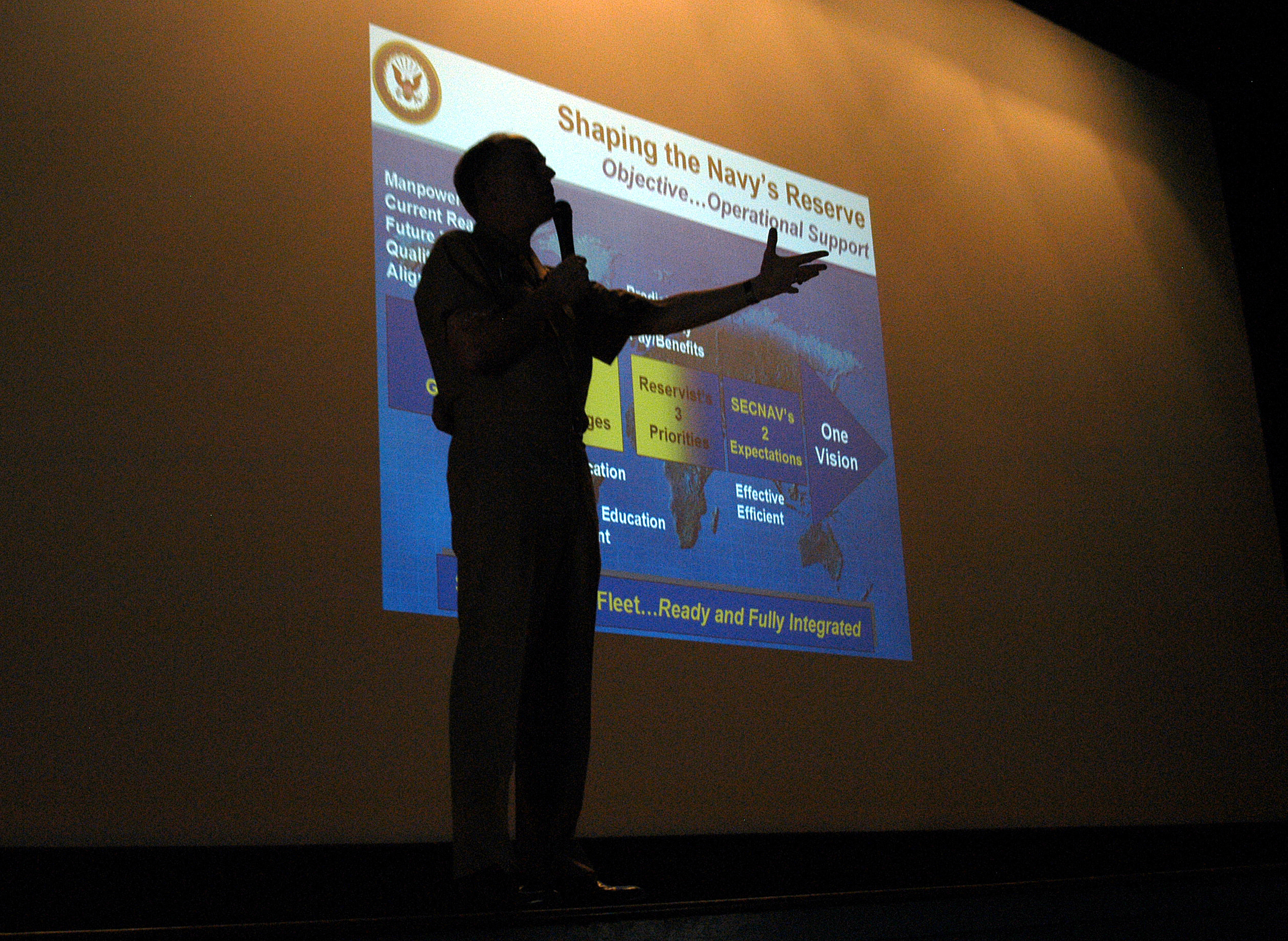
Una exposición con una presentación de Power Point.

«Muerte por PowerPoint» es una expresión aplicada a las presentaciones basadas en diapositivas que inducen al aburrimiento y la fatiga debido a la sobrecarga de información. Aunque el término incluye solo PowerPoint, este fenómeno no es exclusivo del software de Microsoft: cualquier programa para crear presentaciones permite a los usuarios rellenar diapositiva tras diapositiva de texto y viñetas («bullet-points» en inglés), lo que conlleva a esa sobrecarga de información mencionada anteriormente.
La frase fue creada por Ángela R. Garber. Otros autores han criticado PowerPoint debido a sus efectos sobre la comunicación, como Edward Tufte (2006) y Kalyuga et al. (1991). Wright (2009) sugiere que PowerPoint es una herramienta muy conveniente para oradores con escasa capacidad, ya que reduce los mensajes complicados a simples viñetas y permite que el estilo domine sobre el contenido. Debido a estos factores, es una herramienta tremendamente popular. 
Otra frase equivalente es «Envenenamiento por PowerPoint», creado por Scott Adams, el autor de Dilbert.